# Плотава (Алейский район)
Плотава — село в Алейском районе Алтайского края России. Административный центр и единственный населенный пункт Плотавского сельсовета.

## География
Посёлок находится в центральной части края, у реки Плотавка.
Климат
резко континентальный. Средняя температура января −17,6ºС, июля — + 20ºС. Годовое количество осадков — 440 мм

## История
Основан в 1920 г.
В 1928 г. село Плотавское состояло из 284 хозяйств. Центр Плотавского сельсовета Алейского района Барнаульского округа Сибирского края.

## Население
| 1926 | 1997 | 1998 | 1999 | 2000 | 2001 | 2002 |
| ---- | ---- | ---- | ---- | ---- | ---- | ---- |
| 1589 | ↘728 | ↗729 | ↘684 | ↘657 | ↘604 | ↗631 |
| 2003 | 2004 | 2005 | 2006 | 2007 | 2008 | 2009 |
| ↘612 | ↘578 | ↘561 | ↗575 | ↘568 | ↗576 | ↘562 |
| 2010 | 2011 | 2012 | 2013 | 2014 | 2015 | 2016 |
| ↘484 | ↗505 | ↘488 | ↘469 | ↗489 | ↘488 | ↘458 |
| 2017 | 2018 | 2019 | 2020 | 2021 |      |      |
| ↘445 | ↘435 | ↘400 | ↘387 | ↘348 |      |      |

национальный состав
В 1928 г. основное население — русские.
Согласно результатам переписи 2002 года, в национальной структуре населения русские составляли 95 % от 598 жителей.

## Инфраструктура
Экономика
Основное направление — сельское хозяйство.

## Транспорт
Село доступно по дороге общего пользования межмуниципального значения «подъезд к с. Плотава» (идентификационный номер 01 ОП МЗ 01Н-0120).